# Independança
Independança es el primer álbum de estudio del grupo portugués de pop rock GNR. Salió a la venta en marzo de 1982. El LP consiste en 8 canciones originales.

## Lista de canciones
| N.º | Título                                              | Duración |
| --- | --------------------------------------------------- | -------- |
| 1   | Agente único                                        |          |
| 2   | O slow que veio do frio (El slow que vino del frío) | 4:12     |
| 3   | Dupont & Dupont                                     | 4:36     |
| 4   | Hardcore (1° escalão) (Hardcore (1.er. escalón))    | 4:23     |
| 5   | The light (La luz)                                  |          |
| 6   | Bar da Morgue (Bar de le Morgue)                    | 3:07     |
| 7   | Independança (Independencia)(1)                     |          |
| 8   | Avarias (Averías)                                   |          |

- (1) - La palabra "independança" no existe en portugués, aquí hace referencia a la palabra "independência".

- Datos: Q10301926